# Вълшебникът от Оз
 Тази статия е за книгата на Л. Ф. Баум.  За филма вижте Магьосникът от Оз.  
„Вълшебникът от Оз“ (на английски: „The Wonderful Wizard of Oz“) е детски роман, написан от американския писател Лиман Франк Баум и издаден за първи път от чикагското издателство „George M. Hill Company“ през 1900 г. Илюстрациите са на Уилям Уолъс Денслоу. Баум посвещава книгата „на моя добър приятел и другар, жена ми“.

## Сюжет
В книгата се разказва за момиче на име Дороти Гейл, живеещо във ферма в Канзас, което мечтае за по-добър живот. Фермата е връхлетяна от разрушително торнадо, което отнася Дороти с цялата къща и кучето ѝ Тото във вълшебната страна на Оз. Дороти е посъветвана от Добрата вълшебница от север да тръгне по пътя на жълтите павета, за да отиде в Смарагдовия град при вълшебника от Оз, който може да знае как Дороти да се върне обратно в Канзас. По време на пътешествието си тя се среща и запознава с Плашилото, Тенекиения човек и Страхливия лъв, които тръгват с нея към Смарагдовия град с надеждата да получат това, което им липсва (мозък, сърце и смелост).

## Политическа алегория
Баум никога не е твърдял, че произведението е някаква алегория. В продължение на 60 години никой не е правил подобна интерпретация, докато през 1964 г. гимназиалният учител Хенри Литълфийлд не публикува статията си „Вълшебникът от Оз: Басня за популизма“, в която твърди, че книгата е алегория на дебатите за биметализма, разгорели се в САЩ в края на 19 век. Торнадото символизира движението в подкрепа на сребърния стандарт (на английски: Free Silver), пътят с жълтите павета – златния стандарт, а сребърните обувки на Дороти символизират желанието на Народната партия да се приеме биметален стандарт на мястото на златния стандарт. За да се върне у дома, Дороти трябва да намери Смарагдовия град и да говори с Вълшебника, символизиращ президента на САЩ. По пътя среща Плашилото, което олицетворява фермер; Тенекиения човек – олицетворение на фабричен работник, и Страхливия лъв, чийто първообраз е Уилям Дженингс Брайън, радетел на движението Free Silver и кандидат за президент. Злите вещици от изток и от запад символизират съответно богатите железопътни и нефтени магнати от американския Запад и финансовите и банкови интереси на Изтока, които се противопоставят на биметализма, защото ще девалвира долара и обезцени инвестициите им. Обратно, работниците и бедните фермери поддържат движението Free Silver, защото ще намали дълговото бреме. Народната партия се стремяла към коалиция между фермерите от средния Запад и фабричните работници от севера и тези две групи са представени с Добрите вълшебници от север и юг. „Oz“ е съкращението на унция, стандартна мярка за тегло на златото.
Хипотезата на Литълфийлд жъне популярност, но не се приема сериозно от литературните историци. През 80-те години на 20 век интересът към нея се възражда, но впоследствие е отхвърлена отново. Джак Уедърфорд също посочва литературната алюзия за парите от Магьосникът от Оз в История на парите (1997), а в книгата си Web of Debt (2007) Елън Браун започва всяка глава с цитат от нея.

## Поредица
Романът за малката Дороти е една от най-добре познатите истории в американската популярна култура и е преведен на много езици. Първоначалният ѝ успех става причина Баум да напише и публикува още 13 книги от серията за Оз. Четвъртата книга е Дороти и Вълшебникът в страната на Оз.
Оригиналната книга е в сферата на общественото достояние в САЩ от 1956 г., а тринадесетте следващи книги попадат в тази сфера през 1986 г. В оригинал е достъпна в Проект Гутенберг. През 1939 г. е създаден филм по книгата с участието на Джуди Гарланд.

## На български език
На български език книгата има множество издания, но хронологически първото издание на издателство „Наука и изкуство“ и повечето от следващите издания са озаглавени „Вълшебникът от Оз“, като издателство „Дамян Яков“, „ПАН“ и „Труд“, а като „Магьосникът от Оз“ – от издателство „Бард“.